# New York State Route 35
New York State Route 35 is een state highway in de Amerikaanse staat New York met een totale lengte van 39 kilometer.
New York State Route 35 staat bekend als drukste oost-west snelweg in het noorden van de Westchester County, met gemiddelde dagelijkse volumes van ongeveer 16.500 voertuigen. Het westelijke eindpunt is een afrit naar U.S. Route 6, U.S. Route 9 en U.S. Route 202 bij de stad Peekskill. Het meest oostelijke punt is Ridgefield, alwaar ook het dorpje Lewisboro gesitueerd is, en waar de weg doorgaat als Route 35 van de staat Connecticut. Ook de steden Katonah en Yorktown Heights liggen aan State Route 35.
De weg volgt enkele kilometers het tracé van U.S. Route 202, heeft daarnaast een aansluiting op New York State Route 118 en staat in verbinding met Interstate 684. 